# Filip Remunda
Filip Remunda (* 5. května 1973 Praha) je český režisér, kameraman a producent.

## Dokumentaristická činnost
Vystudoval pražskou FAMU, katedru dokumentární tvorby, v dílně Karla Vachka. Za film Obec B (2002) získal cenu na MFF Karlovy Vary a řadě dalších festivalů v Evropě a USA. Je spoluzakladatelem Institutu dokumentárního filmu, který pomáhá prosazení českého filmu v zahraničí. Do širšího povědomí veřejnosti se dostal spolu s Vítem Klusákem kontroverzní filmovou reality show o fiktivním hypermarketu Český sen (2004). Je držitelem Ceny Pavla Kouteckého za film Pulec, králík a Duch svatý (2007).

## Filmografie - výběr

### Režie
- Nová jména pro staré kamarády (1998)
- Hilary a Chris na Cestě (1999)
- Obec B (2002)
- A.B.C.D.T.O.P.O.L. (2003)
- Český sen spolu s Vítem Klusákem (2004)
- Setkat se s filmem (2007)
- Pulec, králík a Duch svatý (2007)
- Český mír spolu s Vítem Klusákem (2010)
- Epochální výlet pana Třísky do Ruska (2011)
- Život a smrt v Tanvaldu (2012) – z cyklu Český žurnál, s Vítem Klusákem
- Spřízněni přímou volbou (2012) – z cyklu Český žurnál, s Vítem Klusákem
- Svobodu pro Smetanu (2012) – film o Romanu Smetanovi z cyklu Český žurnál, s Vítem Klusákem
- Boží mlýny na prodej (2013)
- Čtyři dny v Hotelu Pavouk (2013)
- Dobrý řidič Smetana (2013) s Vítem Klusákem
- Obnažený národ (2014) – z cyklu Český žurnál
- Pára nad řekou (2015) – pohled do života tří jazzmanů: trumpetisty Laca Décziho, saxofonisty Ľubomíra Tamaškoviče a kontrabasisty Jana Jankejeho
- Blízký daleký východ (2015) – z cyklu Český žurnál
- Má vlast Afghánistán (2015) – z cyklu Český žurnál, s Vítem Klusákem
- Krtek a Lao-c (2016) – z cyklu Český žurnál. Návštěva čínského prezidenta v Praze a českého štábu v Číně jako východisko úvahy o velkých a malých zdech moci.
- Zvláštní vyšetřování (2016–2017) s Vítem Klusákem – dokumentární detektivní seriál pro Seznam Zprávy, ve kterém se investigativní reportéři Sabina Slonková a Jiří Kubík vydávají po stopách aktuálních politických a hospodářských kauz. Seriál unikátním způsobem snímá novinářskou práci v reálném čase.
- Bratři Okamurovi (2019) – posléze zařazeno do cyklu Český žurnál
- Sandra v Ugandě (2020) – z cyklu Český žurnál
- Slepice, virus a my (2020) – z cyklu Český žurnál
- Štěstí a dobro všem (2024)

### Producent
- Osadné – režie Marko Škop, produkce Artileria, Slovenská televize, Hypermarket Film (2009)
- Roura – režie Vitalij Manský
- Sametoví teroristé – režie Ivan Ostrochovský, Pavol Pekarčík, Peter Kerekes